# Municipio de Lowell (Minnesota)
El municipio de Lowell (en inglés: Lowell Township) es un municipio ubicado en el condado de Polk en el estado estadounidense de Minnesota. En el año 2010 tenía una población de 298 habitantes y una densidad poblacional de 3,33 personas por km².

## Geografía
El municipio de Lowell se encuentra ubicado en las coordenadas 47°48′19″N 96°40′39″O / 47.80528, -96.67750. Según la Oficina del Censo de los Estados Unidos, el municipio tiene una superficie total de 89.47 km², de la cual 89,47 km² corresponden a tierra firme y (0 %) 0 km² es agua.

## Demografía
Según el censo de 2010, había 298 personas residiendo en el municipio de Lowell. La densidad de población era de 3,33 hab./km². De los 298 habitantes, el municipio de Lowell estaba compuesto por el 84,23 % blancos, el 3,36 % eran afroamericanos, el 4,03 % eran amerindios, el 1,01 % eran asiáticos, el 4,36 % eran de otras razas y el 3,02 % eran de una mezcla de razas. Del total de la población el 10,4 % eran hispanos o latinos de cualquier raza.